# Croton desertorum
Espèce
Croton desertorum est une espèce de plantes à fleurs du genre Croton et de la famille des Euphorbiaceae présente au Brésil (du sud de Bahia jusqu'à Minas Gerais : Serra do Cipó).
Il a pour synonyme :
- Oxydectes desertorum, (Müll.Arg.) Kuntze